# قائمة عيون الأحساء
عيون الأحساء أو ينابيع الأحساء هي ينابيع ماء متدفقة، ورد ذكرها في كتاب واحة الأحساء لمؤلفه فيدريكو شمد فيدال الذي صنفه عام 1952 عندما كان يعمل في شركة الزيت العربية الأمريكية ( أرامكو ) وقد تقدم به إلى جامعة هارفارد كموضوع لاطروحته لنيل درجة الدكتوارة عام 1964 م، تقدر ينابيع الأحساء ما بين ستين وسبعين نبعا بينها أربعة ينابيع كبيرة جداً، تتدفق منفردة أحياناً وأحياناً في مجموعات، وهي تشبه في تدفقها التدفق الارتوازي. ويقدر إجمالي كمية المياه المتدفقة أكثر من 150 ألف جالون في الدقيقة، ويختلف عمق الينابيع بشكل ملحوظ إذ يتراوح بين 500 إلى 600 قدم، ويبعد عمق بعض الينابيع الكبيرة عن سطح الأرض قليلا.
ينابيع مياه الأحساء دافئة وتتراوح درجة حرارتها ما بين 85 إلى 90 دجة فهرنهايت، وهناك عدد منها عبارة عن ينابيع ساخنة تبلغ درجة حرارتها أكثر من 90 درجة فهرنهايت_ وتعد عين نجم واحدة من تلك الينابيع الساخنة التي تمتاز بمياهها الكبريتية.

## القائمة
| الصورة | الاسم            | الموقع                   | الحالة    | الوصف |
| ------ | ---------------- | ------------------------ | --------- | --- |
|        | عين الحقل        | الأحساء                  | نضبت      | تعد من أكبر ينابيع المياه في الأحساء، وهي العين الثانية في الأحساء من حيث وفرة المياه وقوتها، ويعتبر تدفق مياهها الأعظم بين ينابيع الواحة، إذ يقدر بحوالي 22500 جالون في الدقيقة. يقع هذا النبع على بعد كيلومتر شرقي الهفوف. تسقي مياهها جزءا كبيرا من البساتين المحيطة. تشكل عين الحقل بحيرة كبيرة جدا عند منبعها، وعند بداية جراينها تتفرع مساراتها إلى عدد كبير من قنوات توزيع المياه، التي تسقي منطقة بساتين النخيل وحقول الأرز. |
|        | عين الحارة       | شمال المبرز              | نُضبت      | تقع هذه العين شمال المبرز وتعد هذه العين واحدة من أكبر الينابيع في الأحساء، يقدر تدفقها ب 20000 ألف جالون في الدقيقة، ماءها دافئ بعض الشيء يصل سطح الأرض خلال ثلاث فوهات مكونة بحيرة كبيرة جدا يبلغ أبعادها 400 * 100 ياردة. |
|        | عين الجوهرية     | قرب قرية البطالية        | سليمة     | نبع متوسط الحجم يقدر دفقه بثلاث آلاف جالون في الدقيقة، يقع قرب قرية البطالية.في عام 2019، نفى مدير الاتصال المؤسسي والمتحدث الرسمي بالمؤسسة العامة للري هشام الثنيان، نضوب عين الجوهرية، وقال بأنه تم الانتهاء من أعمال الصيانة الخاصة بحوض السباحة، وتبقت أعمال الصيانة الدورية للبئر، وبإذن الله سوف يتم تشغيلها بعد الانتهاء من تلك الصيانة مباشرة. وعادة ما يقبل أهالي محافظة الأحساء وزوارها، على عين الجوهرية، في الصيف، للاستمتاع بالسباحة في مياهها الباردة، ولمواجهة حرارة الشمس التي تتجاوز ال40 درجة مئوية. |
|        | عين الخدود       | بين الهفوف وبلدة بني معن | سليمة     | تعد واحدة من أكبر ينابيع الأحساء، يقدر نبعها بعشرين ألف جالون في الدقيقة، وتعتبر واحدة من أهم مصادر المياه للناحية الشرقية من الأحساء. |
|        | عين النجم        | منطقة المحاسن            | سليمة     | نبع متوسط الحجم ماؤها حار كبيريتي تقع على بعد حوالي كيلومترين غرب المبرز، كان النبع خلال الحكم العثماني مفصل جدا لفعاليته العلاجية، وقد قام السعوديون بهدم قبته سنة 1862م وقد أعيد بناؤها سنة 1913م عندما استرد الملك عبد العزيز الأحساء، ومالبثت أن عادت للعين شهرتها وأصبحت تقصد ممن يعانون من امراض الروماتيزم وتصلب الأعصاب نظرا لحرارة مائها. روى موزل ان مندوبين عن سكان الأحساء استسلموا في سنه 1792م للإمام سعود بن عبد العزيز عند عين نجم ويروي فلبي أن هناك اعتقادا شائعا ينسب وجود هذا النجم لموضع سقوط نيزك. ويروى حاليا أن معظم ينابيع الأحساء تكونت بهذه الطريقة. وقد أعادت أمانة الأحساء أحيائها عام 2015 بعد أهمال دام ثلاثين سنة.وقررت أمانة الأحساء، تخصيص أربعة مناطق لأسواق الخضار المؤقتة، واحدة منها سيكون في المواقف الشرقية لمنتزه عين نجم. |
|        | عين أم سبعة      | شمال المبرز              | سليمة     | نبع كبير يقدر دفقها بعشرين ألف جالون في الدقيقة، ماؤها حار وقد بلغت حرارة المياه التي قيست في أطراف بحيرتها 101 درجة فهرنهايت وبلغت 103 أو 104 فهرنهايت في وسط البحيرة فوق فوهات العين، يجري ماؤها إلى البساتين من خلال مجموعة جداول رئيسية كان عددها سبعة، ومنها اخذت اسمها ولا يوجد منها الان الا خمسة جداول ، وتقع العين في شمال الأحساء قرب قرية القرين. |
|        | عين الحويرات     |                          | سليمة     | تعدّ عين الحويرات جزءًا من واحة الأحساء، تتميّز طبيعة المياه فيها بوفرتها وعذوبتها، وتتشكّل من 32 عينًا تمتد إلى مجموعة أنهار مختلفة. تقع العين تحديدًا في شرق قرية المطيرفي الزراعية، ضمن مجموعة مكونة من 32 عيناً أكبرها كل من أم سبعة والجديدة وعين حقيقة وعين ام ناصر وعين ناصر الواقعة بالقرب من قرية القرين. وعين الحويرات أعظمها. |
|        | عين برابر        | جنوب غرب قرية بني نحو    | سليمة     | عين برابر هي عين تقع في شرق مدينة الهفوف، ووُصِفَت بأنها من أعظم عيون الهفوف وأكثرها عذوبةً وبرودةويجري ماؤها في نهر واحد. |
|        | عين البحيرية     | حي المزروعية بالهفوف     | سليمة     | عين البحيرية هي إحدى العيون الطبيعية في محافظة الأحساء في المنطقة الشرقية في السعودية، وتقع في حي المزروعية بمدينة الهفوف. تعدّ العين مصدرًا أساسيًا لسقاية أغلبيّة البساتين القريبة من المدينة، وهي أحد المعالم الثقافية والاجتماعية فيها. تصنّف العين ضمن البحيرات ذات الحجم الصغير، ويقدّر معدّل تدفق المياه فيها ما بين ألفين وثلاث آلاف غالون، وفقًا للباحث فردريكو شمد فيدال في كتابة واحة الأحساء.تقع البحيرة تحديدًا في غرب مدينة الهفوف، بالقرب من حي المزروعية والكوت القديم، وتعد جزئًا من واحة الأحساء، أكبر واحات السعودية، والتي باتت موقعًا تراثيًا عالميًا في اليونسيكو. |
|        | عين أم خريسان    | الهفوف                   | سليمة     | كانت عيون الأحساء ومنها عين أم خريسان في أوج إنتاجها في سنة 1967، وتنتج 220 مليون متر مكعب من المياه في السنة الواحدة أو حوالي 600 ألف متر مكعب في اليوم. تشتهر منطقة أم خريسان وسط الأحساء بوفرة الماء ونضرة النخيل، وأخذت المنطقة اسمها نسبة إلى عين أم خريسان.انحسرت مساحة الأحساء إلى 8 ألاف هكتار بعد تقلص 60% من مساحتها، وفي أكتوبر 2019 قررت المؤسسة العامة للري تنمية واحتي أم خريسان وعين مرجان وتغطية الواحات بشبكات الري. خلف حارة اليهود في مدينة الهفوف في محافظة الأحساء شرق السعودية. |
|        | عين منصور        | شمال وشرق المبرز         | سليمة     | تقع عين المنصور شمال الأحساء، الواقعة في المنطقة من شمال وشرق المبرز، تقع العين بالقرب من عين أم سبعة بالقرب من قرية القرين، وتعد جزئًا من واحة الأحساء أكبر الواحات في السعودية، والتي أصبحت موقعًا تراثيًا عالميًا في اليونسيكو. ماء عين منصور حار عذب يجري في ثلاثة أنهار.تسقي مياة عين منصور نخيل قرية الشقيق وقرية جليجلة والعيون. |
|        | عين أم زنبور     | شرق قرية المطيرفي        | سليمة     | تعتبر من أهم العيون التي تقع شرق قرية المطيرفي. تعد من العيون التي اشتهرت بوفرة الماء وسخونتها. وكانت عين أم زنبور ضمن 21 تم الإنتهاء من إعادة تأهيلها بعد أن غمرتها الأتربة وذلك من أجل الحفاظ عليها لكونها أثر تاريخي هام، كما تم تسويرها ووضعت لوحات تعريفية لها. |
|        | عين صويدرة       | شرق الكلابية             | سليمة     | هي عين تقع شرقي الكلابية والمقدام عين تمشي على وجه الأرض وفي جوار العين نخيل وهي مساكن، ويوجد هناك أوقاف يذبح سنوياً عدد من البقر وكان الذي يتولاها سابقاً عبد المحسن الفياض.ويوجد خزان ضخم في عين صويدرة.وفي 12 شوال 1391هـ الموافق 30 نوفمبر، 1971، أقيم بجانب عين صويدرة، احتفالية افتتاح مشروع الري والصرف الذي رعاه الملك فيصل بن عبد العزيز. |
|        | عين الزواوي      | المبرز                   | سليمة     | لقد سميت هذه العين بهذه التسمية، نسبة إلى أسرة هاجرة من مدينة زواوي في المملكة المغربية إلى المملكة العربية السعودية، واستقرت في المبرز، في القرن الحادي عشر. ومن ضمن علماؤهم السيد عبد الرحمن الزاوي الأدريسي الحسيني. |
|        | عين جواثا        | جواثا                    | سليمة     | هي عبارة عن بئر أسطوني الشكل محفورة في الصخور ويبلغ محيطها حوالي أربعة أمتار ونصف، واليوم أصبحت تحتوي على حجارة من الداخل. وهي عين غزيرة مليئة بالماء العذب.ويبدو أن مجرى العين كان يتجه ناحية الغرب ويسقي الأراضي الموجودة في الناحية الغربية من المدينة حيث توجد في تلك الجهات آثار تدل على أنها قد زرعت وغرست فيها النخيل، وبني قديماً قبة على عين جواثا ولكن لم يبقي منها حالياً إلا جزء يشبه نصف الدائرة. |
|        | عين التعاضيد     | الهفوف                   | غير معروف | ماؤها يجري في نهران وهما نهر البدع والنيلية. |
|        | عين النصرية      | الهفوف                   | غير معروف | [ 36 ] |
|        | عين شافع         | الهفوف                   | غير معروف | [ 36 ] |
|        | عين أم الليف     | الهفوف                   | غير معروف | [ 36 ] |
|        | عين الجزيرة      | الهفوف                   | غير معروف | [ 36 ] |
|        | عين بهجة         | الهفوف                   | غير معروف | [ 36 ] |
|        | عين قطوة         | الهفوف                   | غير معروف | [ 36 ] |
|        | عين أم الثعالب   | الهفوف                   | غير معروف | [ 36 ] |
|        | عين أم جميل      | الهفوف                   | غير معروف | [ 36 ] |
|        | عين فريحة        | الهفوف                   | غير معروف | [ 36 ] |
|        | عين البدع        | الهفوف                   | غير معروف | [ 36 ] |
|        | عين أم جميل      | الهفوف                   | غير معروف | [ 36 ] |
|        | عين أم سيف       | الهفوف                   | غير معروف | [ 36 ] |
|        | عين سواقط        | الهفوف                   | غير معروف | [ 36 ] |
|        | عين السباح       | الهفوف                   | غير معروف | [ 36 ] |
|        | عين العمارة      | الهفوف                   | غير معروف | [ 36 ] |
|        | عين شبيب         | الهفوف                   | غير معروف | [ 36 ] |
|        | عين القويميات    | الهفوف                   | غير معروف | [ 36 ] |
|        | عين أم سريويل    | الهفوف                   | غير معروف | [ 36 ] |
|        | عين الطباحية     | الهفوف                   | غير معروف | [ 36 ] |
|        | عين البستان      | الهفوف                   | غير معروف | [ 36 ] |
|        | عين المخولية     | الهفوف                   | غير معروف | [ 36 ] |
|        | عين أبو لوزة     | الهفوف                   | غير معروف | [ 36 ] |
|        | عين الخشعمية     | الهفوف                   | غير معروف | [ 36 ] |
|        | عين الجابرية     | الهفوف                   | غير معروف | [ 36 ] |
|        | عين أم خنور      | الهفوف                   | غير معروف | [ 36 ] |
|        | عين أم الخيس     | الهفوف                   | غير معروف | [ 36 ] |
|        | عين الزعابلة     | الهفوف                   | غير معروف | [ 36 ] |
|        | عين أبا العيون   | الهفوف                   | غير معروف | [ 36 ] |
|        | عين لشا          | ضواحي قرية المطيرفي      | غير معروف | تسقي نخيل المطيرفي وقرية الشقيق |
|        | عين عبد          | ضواحي قرية المطيرفي      | غير معروف | تسقي نخيل المطيرفي وقرية الشقيق |
|        | عين غرير         | ضواحي قرية المطيرفي      | غير معروف | تسقي نخيل المطيرفي وقرية الشقيق |
|        | عين عكاس         | ضواحي قرية المطيرفي      | غير معروف | تسقي نخيل المطيرفي وقرية الشقيق |
|        | عين غريب         | ضواحي قرية المطيرفي      | غير معروف | تسقي نخيل المطيرفي وقرية الشقيق |
|        | عين الساحرة      | ضواحي قرية المطيرفي      | غير معروف | تسقي نخيل المطيرفي وقرية الشقيق |
|        | عين أم اعظم      | ضواحي قرية المطيرفي      | غير معروف | تسقي نخيل المطيرفي وقرية الشقيق |
|        | عين الحقيقة      | ضواحي قرية المطيرفي      | غير معروف | تسقي نخيل المطيرفي وقرية الشقيق |
|        | عين ابن ناصر     | ضواحي قرية المطيرفي      | غير معروف | تسقي نخيل المطيرفي وقرية الشقيق |
|        | عين الحملى       | ضواحي قرية المطيرفي      | غير معروف | تسقي نخيل المطيرفي وقرية الشقيق |
|        | عين أم خدجه      | ضواحي قرية المطيرفي      | غير معروف | تسقي نخيل المطيرفي وقرية الشقيق |
|        | عين فضالا        | ضواحي قرية المطيرفي      | غير معروف | تسقي نخيل المطيرفي وقرية الشقيق |
|        | عين أم زنبور     | ضواحي قرية المطيرفي      | غير معروف | تسقي نخيل المطيرفي وقرية الشقيق |
|        | عين أم الدجاج    | ضواحي قرية المطيرفي      | غير معروف | تسقي نخيل المطيرفي وقرية الشقيق |
|        | عين جنيدة        | ضواحي مدينة العيون       | غير معروف | [ 37 ] |
|        | عين الجفر        | ضواحي مدينة العيون       | غير معروف | هناك ثلاث عيون اسمها الجفر |
|        | عين الجفر        | ضواحي مدينة العيون       | غير معروف | هناك ثلاث عيون اسمها الجفر |
|        | عين الجفر        | ضواحي مدينة العيون       | غير معروف | هناك ثلاث عيون اسمها الجفر |
|        | عين عين مفتاح    | ضواحي مدينة العيون       | غير معروف | [ 37 ] |
|        | عين حمد          | ضواحي مدينة العيون       | غير معروف | [ 37 ] |
|        | عين القليب       | ضواحي مدينة العيون       | غير معروف | [ 37 ] |
|        | عين الريس        | ضواحي مدينة العيون       | غير معروف | [ 37 ] |
|        | عين سعيط         | ضواحي مدينة العيون       | غير معروف | [ 37 ] |
|        | عين صخين         | ضواحي مدينة العيون       | غير معروف | [ 37 ] |
|        | عين القصاب       | ضواحي مدينة العيون       | غير معروف | [ 37 ] |
|        | عين الرفيعة      | ضواحي مدينة العيون       | غير معروف | [ 37 ] |
|        | عين منيفة        | ضواحي مدينة العيون       | غير معروف | [ 37 ] |
|        | عين الجزيرة      | ضواحي مدينة العيون       | غير معروف | [ 37 ] |
|        | عين الشرى        | ضواحي مدينة العيون       | غير معروف | [ 37 ] |
|        | عين ابن ربيع     | ضواحي مدينة العيون       | غير معروف | [ 37 ] |
|        | عين ابن عوده     | ضواحي مدينة العيون       | غير معروف | [ 37 ] |
|        | عين حسين         | ضواحي مدينة العيون       | غير معروف | [ 37 ] |
|        | عين الدويني      | ضواحي مدينة العيون       | غير معروف | [ 37 ] |
|        | عين مغيض         | ضواحي مدينة العيون       | غير معروف | [ 37 ] |
|        | عين المطوع       | ضواحي مدينة العيون       | غير معروف | [ 37 ] |
|        | عين مرشد         | ضواحي مدينة العيون       | غير معروف | [ 37 ] |
|        | عين اللقيط       | ضواحي مدينة العيون       | غير معروف | [ 37 ] |
|        | عين البستان      | ضواحي مدينة العيون       | غير معروف | [ 37 ] |
|        | عين الوزية       | ضواحي مدينة العيون       | غير معروف | [ 37 ] |
|        | عين أم أثلة      | ضواحي مدينة العيون       | غير معروف | [ 37 ] |
|        | عين عثمان المهنا | ضواحي مدينة العيون       | غير معروف | [ 37 ] |
|        | عين سعد          | ضواحي مدينة العيون       | غير معروف | [ 37 ] |
|        | عين الحديدة      | ضواحي مدينة العيون       | غير معروف | [ 37 ] |
|        | عين الحديدة      | ضواحي مدينة العيون       | غير معروف | [ 37 ] |
|        | عين الناصر       | ضواحي مدينة العيون       | غير معروف | [ 37 ] |
|        | عين بنت قنيص     | قرية الكلابية            | غير معروف | [ 37 ] |
|        | عين الكويب       | قرية الكلابية            | غير معروف | [ 37 ] |
|        | عين مرجان        | المبرز                   | غير معروف | [ 37 ] |